# Corobicí (pueblo)
Los corobicí o corobicíes fueron un pueblo indígena de Costa Rica, que en 1522 habitaba en la margen oriental del golfo de Nicoya y fue visitado por el conquistador Gil González Dávila, que identificó a su rey con el nombre de Corevisí. Según la relación hecha por el tesorero Andrés de Cereceda, en el reino de Corevisí se bautizaron 210 personas. 

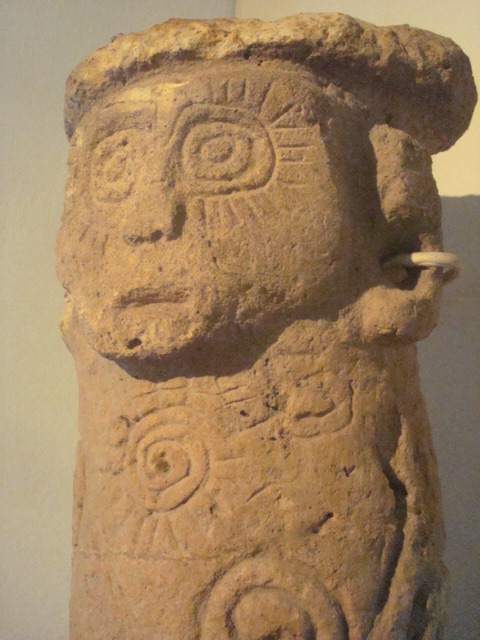
Pilar antropomorfo hecho de ignimbrita encontrado en la zona de Cañas-Liberia, provincia de Guanacaste, Costa Rica. Se utilizaron para marcar cementerios o como ofrendas dentro de las tumbas. 300-800 d. C.

El reino de Corevisí se hallaba a cuatro leguas de distancia de los dominios de un monarca llamado Sapandi (Zapandí), ubicados en la desembocadura del río actualmente llamado Tempisque, y a ocho del reino de Diriá, situado a orillas del río del mismo nombre. Gonzalo Fernández de Oviedo y Valdés, tras referirse a Zapandí, dice que "E a par de él al Noroeste está otro cacique que se llama Corobicí", lo cual ubicaría los dominios de este en el curso superior del mismo Tempisque, pero si en lugar de noroeste se lee nordeste, el emplazamiento de los corobicíes correspondería a los afluentes del río Las Piedras, entre los cuales hay uno que tiene precisamente el nombre de río Corobicí.
Los corobicíes hablaban una lengua que fue calificada como hermosa y antigua por los españoles, y culturalmente pertenecían a la llamada Área Intermedia, mientras que los pueblos con los que colindaban pertenecían a las culturas de Mesoamérica. Fernández de Oviedo también menciona que la lengua corobicí era diferente de la de los nicaraos, chorotegas y subtiabas, pero no ha quedado ninguna evidencia lingüística de este idioma que permita identificarla. Se ha propuesto que el idioma corobicí era una división de la estirpe paya-chibcha, un tipo de idioma rama. Es posible que, antes de la llegada de los chorotegas en el año 800 de nuestra era a la región de Nicaragua y Nicoya, los corobicíes y algunos pueblos similares a ellos fueran los habitantes originales de la región, ocupando los territorios periféricos a los ríos Tempisque y Abangares, entre Orotiña y Chomes, por un lado, y la península de Nicoya por el otro.
En el ilegal reparto de encomiendas efectuado en 1569 por el gobernador Pero Afán de Ribera y Gómez se mencionó entre los principales o vasallos del rey Garabito  a "Cobobici", nombre con el que quizá se quiso identificar al rey de los corobicíes. Sin embargo, se cree que, como consecuencia de la conquista española, los corobicíes se retiraron a las montañas, cruzaron la Cordillera Volcánica de Guanacaste y se establecieron en las llanuras del norte de Costa Rica, dando así origen al actual pueblo maleku.
Algunos vestigios de la cultura de los corobicíes persisten hasta nuestros días en la forma de una serie de petroglifos, los cuales se encuentran en el Monumento Nacional El Farallón, una roca de 20 m de largo y 7 de alto, ubicada en el poblado de Sandillal de Cañas, en la provincia de Guanacaste. En El Farallón, los corobicíes registraron en piedra sentimientos personales, ceremonias y emblemas de clanes; figuras humanas y de animales como monos, aves, peces y garrobos. Se calcula que estos petroglifos datan de los primeros años de la era cristiana hasta aproximadamente 800 años de nuestra era. De esta zona también se han encontrado pilares de piedra con formas humanas o de animales, que incluyen en sus diseños petroglifos similares a los encontrados en El Farallón.